# 剑川县第一中学
26°32′04″N 99°53′54″E / 26.5345°N 99.8983°E
剑川县第一中学，简称剑川一中，位于云南省大理白族自治州剑川县县城之西，金华山东北麓，是云南省一级三等普通高级中学。
剑川一中的前身为创办于明隆庆四年（1570年）的金华书院；1905年降为州立高等小学堂；在此基础上，1938年，剑川县立初级中学成立；新中国成立后开办高中，先后更名为剑川县人民中学、云南省剑川中学、剑川县第四中学，最终定名剑川县第一中学。:174

## 历史

### 金华书院
从广义的教育而言，剑川属于云南省较早出现教育活动的地区。汉武帝时期剑川部落首领就已接触汉文化。唐宋时期，汉文教育进入剑川地区，元代开始出现一定规模的私塾出现，各个阶层已广泛学习使用汉文。随着佛教和儒学思想传播以及汉族移民的迁入，剑川设馆施教于寺观庙宇的教育形式得到进一步发展，涌现出一批既熟知汉文又通晓梵文的师僧。明洪武初，明太祖平定大理后，采取了寓兵于农，移民实边政策。南京应天府柳树湾，浙江宁波等籍的戍军及家属，先后来到剑川戍边种地。从此，中原内地的生产方式，生活方式，文化教育，宗教信仰，风俗习惯等，更深地对本地各民族产生了影响。对兴教化，办学校，育人才起到了扒动的作用，为设置学宫，书院创造了条件。
金华书院是剑川一中最早的前身，创办于明隆庆四年（1570年），是剑川教育史上开办时间早，持续年限长，文风素著，人才辈出颇具民族教育特色的一个书院。李元阳《万历云南通志》载，剑川州治所西南金华山，溪壑幽绝，林木密深，昔人以其地作院址，故名金华书院。后因舍榭鲜少，严冬风烈，加上交通不便，渐趋颓废。至明朝隆庆三年（1568年）知州胥弦利用原土官府宅旧址，将书院移建金华山左麓（即今剑川一中校址）。书院于隆庆四年（1570年）之春兴建，“告成于是岁之夏”。“金玉其躬，得门而入，华藻之笔，载道乃尊”是邑人赵藩为金华书院撰写的大门楹联。金华书院的办学曾得到当时云南几位名家学者的支持指教。明隆庆年间，李元阳特撰《金华书院记》。杨慎与李元阳赴石宝山游览及在大理讲学期间，学院学子纷纷受业其门下，得博约之教。清乾隆五十年（1789年）荔扉到剑川任州学正，亲自出任金华书院山长。钱南园（钱丰）亦亲笔为书院题赠楹联。金华书院设山长一员，学长一员，总管一至二员。历届教学人员均为桑梓教育含辛茹苦，尽心尽力，颇多建树。:62
当时的“金华书院”就是“文献名邦”的重要的标志之一。明代李东儒，年方十九，一举中云南、贵州合闱解元；剑阳甲榜开先者杨钥，任浙江乐清州官，御倭立大功，馈金拒不收，受到当地百姓称颂；万历巳未年（1619年），“剑（剑川）之（赴京）试于春闱者三人，两登正榜，一登付榜”（占云南中进士四人的一半）；杨栋朝上疏弹劾奸臣魏忠贤，段高选殉烈的事迹，在《明史》中均有记载。明末，赵炳龙在云南文坛上显露头角，成为白族中有影响的一个诗人。清代文学家彭端淑写过一篇《为学》，立意题旨与赵炳龙《喻游》一文相似，《为学》一文，世人所知，《喻游》知者甚少，长期淹没，殊甚可惜。明末，剑川又出现了一个女诗人赵尔秀，其诗文至今仍存云南省图书馆。清代的赵藩，以及近代的周忠岳，赵式铭等亦颇有建树，成为云南有名望的人物。
金华书院还以藏书众多而饮誉云南，当时金华书院的藏书之多，版本之精良，为省内罕见。
清雍正二年（1724年），雍正皇帝特别诏令增加云南各州县进取文童额数。题准 “剑川州金华书院为向系大学”按府一级标准取童生20名，廪生30名，增生30名，三年两贡。:62

### 清末至1949年
1905年，清光绪三十一年，废科举，兴新学，清政府下令各府，直隶厅创立中学堂，剑川因系小州，未获办中学堂的资格，金华书院降格改为州立高等小学堂。第一任学堂校长是赵式铭。州立高等小学堂文风之盛，冠于丽江府各州县，以致丽江知府提升学堂校长赵式铭到丽江府中学堂讲学任教。特别突出的是，培养的学生，其文学造诣，写作水平和书法功底不亚于高中生，受到用人单位的青睐。1919年，五四运动影响波及全国，剑川也深受影响，改用白话文教学。
1925年，在地方有识之士的倡导下，当时的县长在金华高等小学校内创办了一个初中班，但随后因为经费的问题，只办了一个学期即告停办。
1934年秋，在金华高等小学校里增办了“剑川县简易师范班”:174，学制两年，后改为四年。
1937年，抗日战争爆发，北大、清华、南开及私立华中大学等迁至云南，对边疆民族的教育水平推动很大。1938年春，由张丁达、杨仲符等参加筹建，修葺金华高等小学校舍，添置设备，半年之后，正式创建“剑川县立初级中学”，是年8月，开始招收学生，如期开学。之后，一些优秀的教师人才也来到这里进行教学活动，例如英语教师张义昌系香港大学英语系毕业，曾任丽江六属联合中学校长，学识渊博，治学严谨，在白族学生中，培养了一批英语人才。

### 1949年后的发展
1949年8月1日，剑川县政务委员会成立。接着选派欧阳占奎、杨敦福等具体筹备剑川中学复课事宜。之后于9月1日正式复课。并批准改校名为 “剑川县人民中学”（初中），欧阳占奎兼任校长，杨敦福任教务主任。1949年11月10日，云南省教育厅发文确定全省公立中学名称，“剑川县人民中学”更名为“云南省剑川中学”。
1951年春，经报省教育厅批准，剑川中学开办完全中学。高一班开始招生，共招新生34名（其中女生5名）。剑川中学成为剑川第一所完全中学。1953年秋，丽江专区（当时剑川县隶属于丽江专区）教育行政部门拨款25万元兴建教学大楼，并于1954年6月建成，建筑形式为宫殿式U字形砖木结构，分上下两层，共16间，教学条件进一步得到了改善。
1957年11月，剑川中学全体教职工与县级机关一起开展“反右派斗争”。50多天的运动，划出“右派”2名，送往姜寅、宾川农场去“劳动教养”，另有4名给予“下放劳动改造”的错误处分。（1986年以后这些教师均先后得到平反并按照政策给予了安排）。
1958年9月，剑川、邓川、洱源三县合并为一个县，剑川中学改称剑川县第四中学。
1958年秋，剑川四中停课支援“大炼钢铁铜”，学生按照军事化要求，编成“远征军”开赴三甸箐。教师到马登文笔山铁厂劳动。此段过程长达4个月之久。1960年，全县粮食减产，缺粮严重。剑川中学也受此影响，学生流动率高达30%，严重影响了教学质量。
1961年10月1日，剑川、洱源分县，剑川县恢复原建制，将五中拆并四中，复名剑川中学。
1962年9月，根据云南省教育厅“人口不到十万的县不设高中”的规定，办了十年并且颇有成效的剑川中学高中被迫再次停办；初中新生只招了两个班99名，为1951年以来招生最少的一年。
1966年6月27日，剑川中小学开始了“文化大革命”学习，开始进入长达十年的文革混乱时期，教学设备仪器遭到破坏，教学秩序被搞乱，导致教育教学质量大幅度的下降。
1973年9月，改校名为“剑川县第一中学”。:174
1977年，“文革”结束，学校的秩序开始恢复。1977年10月，恢复高中招生文化考试。1978年8月，中断四年的初中恢复招生，按照县文教局划定的招生区，招收尖子生两班90名，学制三年。1979年9月，被定为县重点中学:174。
2013年5月，被评为云南省一级三等高级中学。

## 知名校友
- 苏霖：美术教育家，一级教授
- 张子斋（1912－1989）：曾任云南省政府秘书长
- 张纪域（1921－1994）：全国政协委员，民盟中央常委
- 赵衍荪（1922－1993）：语言学家
- 苏峙鑫（1923－1991）：中国科学院物理研究所研究员
- 杨绩藻：武汉长江大桥工程指挥部总指挥
- 张海秋（1891－1972）：林业学家